# Црква Васкрсења Христовог у Решици
Црква Васкрсења Христовог је православна црква у месту Решица, жупанија Караш-Северин, Румунија. Припада Епархији темишварској Српске православне цркве.

## Историја
После укидања тоталитарног система у Румунији, где су била ускраћивана многа права, међу њима и религиозна, Епархија темишварска је за духовне потребе православних Срба из Решице, основала Српску православну парохију у том граду 1990. године. Она је прво била у рангу мисионарске и опслуживали су је свештеници соколовачког окружног протопрезвитерата. Парохија је била основана по благослову Епископа шумадијског и администратора темишварског Саве Вуковића. Први решички парох је био Стојан Петровић, кога је чекала незавидна ситуација јер парохија није имала ни своју цркву ни парохијски стан. Пошто је већина решичких Срба била запослена у Металуршком комбинату, успели су да од руководства предузећа добију земљиште у центру града за подизање цркве. По благослову епископа Саве приступило се чину освећена земљишта, постављен је крст са натписом да то земљиште приппада будућој цркви. После извесног времена руководство предузећа се променило, и дошло се до закључка да ће им то земљиште бити потребно, због чега им се мора вратити. Тадашњи градоначелник Решице, Мирча Попа је Србима понудио три локалитета у граду, како би могли да изаберу које има највише одговара. Изабрано је једно место, надомак центра града, на брежуљку са лепим видиком. Међутим, због недостатка финансијких средстава није се могло приступити изградњи, зато се архијерејски заменик прота Владимир Марковић обратио представницима Евангелистичке цркве, како би им могли уступити њихову цркву привремено за одржавање богослужења и других црквених обреда. Та црква је била у доста лошем стању, запуштена и дотрајала, зидови и кров попуцани, на неким пукотинама је прокишњавало, те је морала бити реновирана. Црква је 1994. реновирана уз велику помоћ проте Бранислава Станковића, пароха темишварског и приложника из Решице. Иако је црква пажљиво одржавана, половином 1999. године, парохијанима је гостопримство отказано, те су морали напустити цркву. Богослужења су потом обављана у градској библиотеци „Павле Јорговић”. То је била једна соба у некој старој кући, са невеликим простором, где није могло стати више тридесетак особа. Такво стање је трајало више од годину дана, и због неадекватних услова се почело размишљати о подизању цркве.

### Изградња
Уз благослов Епископа славонског и администратора темишварског Лукијана у пратњи ђакона и свештеника, у присуству мноштва народа и верника 4. септембра 1999. је постављен и освећен камен темељац будуће цркве. Црква је подигнута захвљујући великим залагењем месног пароха Стојана Петровића, као и прилозима верног народа из земље и иностарнства. Највећи део сакупљеног новца је стигао из српске дијаспоре, и то захваљујући ђакону Живку Велимировићу, протојереју Томи Стојшићу и протојереју Миосаву Гинђилову. Храм је посвећен празнику Васкрсења Христовог, осветили су га Епископ шумадијски Сава и славонски Лукијан 9. априла 2001. године. Подигнут је у српско-византијском стилу, према пројекту локалног архитекте Борислава Виктора Најдана. Новоподигнута црква је убрзо постала епицентар српске заједнице у Решици.